# Edward Condon
Edward Uhler Condon (2 de marzo de 1902 - 26 de marzo de 1974) fue un distinguido físico nuclear, un pionero en mecánica cuántica, participante en el desarrollo de armas nucleares y radares en la Segunda Guerra Mundial, director de investigación de Corning Glass, director del National Institute of Standards and Technology, y presidente de la Sociedad Americana de Física.

## Biografía
Edward nació en Alamogordo, Nuevo México, Estados Unidos, y se doctoró de la Universidad de California, Berkeley en 1926. En 1943, Condon se unió al Proyecto Manhattan; sin embargo, al cabo de seis semanas renunció como resultado de conflictos con el General Leslie R. Groves, el líder militar del proyecto.
Edward fue uno de los físicos cuya lealtad a los Estados Unidos fue desafiada por miembros del Congreso — incluyendo al congresista Richard Nixon, quien llamó a la revocación de su habilitación — a fines de los años 40 y principios de los 50. El superpatriótico presidente de la HUAC (House Un-American Activities Committee), J. Parnell Thomas, llamó al físico "Dr. Condom" (en español, Dr. Condón).
En 1948, el presidente de los Estados Unidos Harry Truman — en la reunión anual de la AAAS (American Association for the Advancement of Science), y con Condon sentado a su lado —denunció al Representante Thomas y a la HUAC considerando que la investigación científica vital "puede volverse imposible si se crea una atmósfera en la que ningún hombre se siente seguro contra el esparcimiento público de rumores infundados, chismes y difamaciones maliciosas." Llamó a las actividades de la HUAC "las cosas menos americanas con las que hayamos tenido que lidiar hoy. Es el clima de un país totalitario."

## Proyecto OVNI
Desde 1966 hasta 1968, Condon dirigió el Proyecto OVNI de la Universidad de Colorado. A pesar de estar plagado de luchas internas y controversia, la conclusión del proyecto — que todos los objetos voladores no identificados tenían explicaciones prosaicas — ha sido citada como un factor clave en los niveles generalmente bajos de interés en los ovnis entre la mayoría de los científicos y académicos de las corrientes principales.
En su negativa crítica al Informe de Condon, el astrónomo J. Allen Hynek esperaba que la reputación de Condon no fuera trivializada por el Informe sobre los ovnis, escribiendo, "Es lamentable que, casi ciertamente, la historia popular en adelante asociará el nombre de Dr. Condon con los OVNIs, y sólo la historia arcana de la Física le recordará en su verdadero lugar y registrará su brillante carrera en contribuir a la comprensión ... de la naturaleza del mundo físico. Los OVNIs no pueden arrebatarle estas contribuciones, a pesar de que su trabajo con este problema es análogo al de Mozart produciendo una obra comercial sin inspiración, indigna de sus talentos." 
Tras su muerte, el cráter lunar Condon recibió este nombre en su honor.